# 南雲正朔
南雲 正朔（なぐも せいさく、旧姓・鳥山、1903年（明治36年）1月1日 - 1954年（昭和29年）4月7日）は、日本の弁護士、政治家。立憲民政党所属の衆議院議員で大東亜参与官を務めた。

## 経歴
群馬県勢多郡横野村（現在の渋川市）に生まれる。鳥山源吉の二男。後に南雲貞三の養子となった。1926年（大正15年）に高等試験司法科に合格し、翌年に同行政科に合格した。1928年（昭和3年）に中央大学法学部を卒業し、弁護士を開業した。
1936年（昭和11年）、民政党公認で第19回衆議院議員総選挙に出馬し、当選。その後3回連続当選を果たした。その間、鈴木貫太郎内閣で大東亜参与官を務めた。
戦後、公職追放となり、追放解除後の1952年の第25回衆議院議員総選挙に改進党から立候補したが、落選した。
1954年死亡。

## 人物
趣味は撞球。宗教は仏教。住所は北海道釧路市浦見。

## 家族・親族
南雲家
- 養父・貞三（1878年 - ?）[4]
- 妻・清子（1906年 - ?、北海道、北直平の長女）[4]
- 息子、娘[4]